# Hypermakt
Som hypermakt räknas en ensam supermakt som är militärt, teknologiskt och ekonomiskt överlägsen alla andra samtida politiska enheter, och därtill även kulturellt dominerande världen över. USA blev en hypermakt efter det kalla kriget i och med Sovjetunionens kollaps. Innan dess var både Sovjetunionen och USA världens ledande supermakter. Historiskt har även det Brittiska imperiet beskrivits som en hypermakt; andra exempel är romerska riket, mongolväldet och det spanska imperiet. Termen har bland annat använts för att kritisera USA.